# جیمز ایوری (ریاضی‌دان)
جیمز ایوری (انگلیسی: James Ivory؛ ۱۷ فوریه ۱۷۶۵ – ۲۱ سپتامبر ۱۸۴۲) دانشمند در زمینه ریاضیات اهل پادشاهی متحد بریتانیای کبیر و ایرلند بود.
وی همچنین برندهٔ جوایزی همچون مدال پادشاهی، همکار انجمن سلطنتی، و مدال کاپلی شده‌است.